# تاناكا يوشيو
تاناكا يوشيو (باليابانية: 田中芳男؛ بالكانا: たなか よしお) هو عالم نبات ياباني، ولد في 27 سبتمبر 1838 في إييدا في اليابان، وتوفي في 22 يونيو 1916 في Hongō-ku ‏ في اليابان.